# Altmann (Abt)
Altmann († 1045 in Persenbeug) war ein bayerischer Benediktiner.

## Leben
Er war unechter Enkel von Ulrich, Graf von Ebersberg, und Sohn des Eberhard, eines Ministerialen der Grafen von Ebersberg. 1024 wurde er zum zweiten Abt des Klosters Ebersberg gewählt. Wegen seiner Minderjährigkeit wurde ihm anfangs ein Priester des Klosters zur Seite gestellt. Die Chronisten rühmen seine Geistesgaben. Er errichtete neue Klostergebäude sowie ein Spital. Beim Sturz vom Söller des Schlosses Persenbeug verlor er sein Leben.